# Yan Jingyue
Yan Jingyue (* 1905 in der Provinz Zhejiang; † 1976) war ein chinesischer Soziologe und Kriminologe.
Yan studierte zwischen  1924 und 1928 Soziologie an der Yanjing-Universität, nach dem Examen betrieb er Gefängnisforschung und wechselte dann an die University of Chicago, wo er 1934 zum Ph.D. promoviert wurde. Nach 1949 übernahm er zahlreiche politische Funktionen in der Volksrepublik China.
Yan gilt als Begründer der chinesischen Kriminalsoziologie, die an der Chicagoer Schule orientiert ist. Seine Untersuchungen zur Soziologie des Verbrechens in Peking verweisen insbesondere auf ökonomische und sozialökologische  Gründe als Hauptursache für Kriminalität.

## Werke (Auswahl)
- A Study of Crime in Peping, Peking 1929
- Crime in Relation to Social Change in China, University of Chikago 1934 (Dissertationsschrift)